# A hétfő esti meccs (Így jártam anyátokkal)
A hétfő esti meccs az Így jártam anyátokkal című televízió-sorozat második évadának tizennegyedik epizódja. Eredetileg 2007. február 5-én vetítették, míg Magyarországon egy évvel később, 2008. november 20-án.
Ebben az epizódban a bandának egy temetésen kell részt vennie, ezért nem látják a Super Bowl-t, de mivel együtt szeretnék megnézni másnap este, ezért különféle trükköket eszelnek ki, hogy ne tudják meg az eredményt addig semmiképp.

## Cselekmény
A banda együtt tervezi a bárban, hogy szokás szerint megnézik a Super Bowlt, mikor Wendy, a pincérnő közli velük, hogy Mark, az egyik vendégük meghalt, és hogy épp a meccs napján lesz a temetése. Egyikük sem tudja, ki az a Mark, ezért úgy határoznak, hogy csak virágot küldenek. Csakhogy Carl, a pultos épp a szemük láttára tilt ki örökre egy vendéget azért, mert ugyanezt gondolta. Így nincs más választásuk, el kell menniük a temetésre. Beállítják a meccset felvételre, aztán elindulnak, azzal számolva, hogy legfeljebb csak az elejéről maradnak le. Azzal sajnos nem számolnak, hogy a temetés után a halotti tor a bárban késő éjszakáig tart. Lily szerint így már nincs is értelme megnézni, de Ted emlékezteti őket, hogy a közös meccsnézés hagyománya milyen fontos számukra. 2003-ban az első alkalommal Lily imádta a reklámokat, Marshall pedig a csirkeszárnyakat; 2004-ben Barney elkezdett fogadásokat kötni, 2006-ban pedig már Robinnal nézték. Belegondolva ezekbe, a banda elhatározza, hogy kerül, amibe kerül, de nem fogják megtudni a végeredményt másnap estig.
Ted elhatározza, hogy otthonról dolgozik aznap. Hamarosan beállít Barney, aki a radiátorhoz bilincseli magát, nehogy megtudja az eredményt. Tednek egy pillanatra el kell hagynia a lakást, ugyanis a csirkeszárnyakért le kell mennie a bisztróba, ezért a fejére vesz egy különleges szerkezetet (Érzéktompító 5000), amellyel nem hall meg semmit véletlenül és nem lát semmit benne, csak amit muszáj. Később vissza kell mennie a szószért, és amikor elbotlik egy biliárdgolyóban, majdnem megtudja a végeredményt.
Eközben Barney megszökik, és mindenkitől az eredményt kezdi el kérdezgetni, de senki nem tudja neki megmondani. Végül nem bír magával, és egy újságból megtudja azt, amin rettenetesen kiakad.
Robin, akinek a munkája hírolvasó, igen nehezen tudja megoldani, hogy ne tudja meg az eredményt. Nagy nehezen sikerül neki, míg aztán egy teljesen irreleváns sztori mesélése közben az egyik helyszíni riporter véletlenül kikotyogja, így ő is megtudja.
Lily magával viszi Marshallt az óvodába, ahol az egyik gyerek pénzért zsarolja őt, máskülönben megmondja neki az eredményt. Végül Marshall úgy keveredik ki a dologból, hogy vizet önt a gyerek ölébe, és közli, hogy ha nem hagyja abba ezt, akkor beárulja mindenkinek, hogy bepisilt. Végül kibírják a napot, de a nap végén a takarító rádiójából mindketten megtudják.
Aznap este összegyűlnek a lakásban. Mindenki tudja már az eredményt, kivéve Tedet. Azonban Ted is megtudja, amikor meghallja Barneyt dühöngeni – tudván, hogy kire fogadott. Most már, hogy mindenki tudja, mi lett az eredmény, azért hagyományból megnézik, hogy úszott el Barney pénze.
A zárójelenetben Barney arról panaszkodik Tednek a bárban, hogy mennyi különféle fogadást bukott el a meccsel kapcsolatban. Ahogy sorban olvassa ezeket, Ted a fejére veszi az Érzéktompító 5000-et, és úgy issza tovább a sörét.

## Kontinuitás
- Jövőbeli Ted megemlíti, hogy más sok ünnepi hagyományról mesélt. Ilyen volt a Halloween ("Lotyós tök"), a hálaadás ("A pulykával tömött pocak"), és a karácsony ("Hogyan lopta el Lily a karácsonyt").
- Robin először 2006-ban nézte meg a bandával a Super Bowl-t, hiszen csak 2005 őszén csatlakozott a csapathoz.
- Marshall az őt zsaroló kisgyerek pudingját is megszerzi, ahogy az a "Ne már" című részből is kiderült, imádja ezt az édességet.
- Fény derül Barney szerencsejáték-függőségének eredetére.

## Jövőbeli visszautalások
- A "Kacsa vagy nyúl" című részben a banda megint együtt nézi a Super Bowl-t, de ezúttal Barney nélkül.
- A "Mosolyt!" című részben Lily utal erre a szokásra is, ugyanis nehezményezi, hogy Ted mindig új lányokat hoz a banda eseményeire.
- A "Kisfiúk" című részben a zsaroló kissrác, Doug apjával randizik Robin.

## Érdekességek
- Ezt az epizódot nem Pamela Fryman, hanem Rob Greenberg rendezte.
- Lily utal a 2004-es Super Bowl botrányára, amikor Janet Jackson mellei kivillantak.
- Barney azt állítja, hogy temetéseken sosem visel öltönyt. Az "Utolsó szavak" című epizódban Marshall apjának temetésén mégis az van rajta.
- A 2007-es Super Bowlt egyébként az Indianapolis Colts nyerte, mégpedig a Chicago Bears ellen, 29-17-re. Jövőbeli Ted azt állítja, hogy már arra sem emlékszik, ki játszott azon a napon és hogy mi volt a végeredmény. Ez azért volt így, mert a forgatókönyvet kb. 2 hónappal előtte írták, a forgatás is nem sokkal előtte volt, és akkor valóban nem lehetett tudni még azt sem, hogy kik fognak játszani.
- Ted azt állítja, hogy 18 órát kell kibírniuk az eredmény ismerete nélkül. Valójában ez, mivel hajnali 3 körül fogadták meg, csak 15 óra, hiszen este 6-kor ültek le megnézni.

## Vendégszereplők
- Charlene Amoia – Wendy a pincérnő
- Joe Nieves – Carl
- Monique Edwards – producer
- Emmitt Smith – önmaga
- Nicholas Roget-King – Doug
- John Ducey – Kevin
- Robert Michael Morris – Lou

## Zene
- Peter Bjorn and John – Young Folks